# Eremyia mofidii
Eremyia mofidii är en tvåvingeart som först beskrevs av Abbassian-lintzen 1966.  Eremyia mofidii ingår i släktet Eremyia och familjen svävflugor.
Artens utbredningsområde är Iran. Inga underarter finns listade i Catalogue of Life.